# Liste der Mitglieder der National Academy of Sciences/2008
Im Jahr 2008 wählte die National Academy of Sciences der Vereinigten Staaten 90 Personen zu ihren Mitgliedern.

## Neugewählte Mitglieder
- Jerry M. Adams
- Thomas D. Albright
- Richard W. Aldrich
- Richard B. Alley
- Luc E. Anselin
- Frances H. Arnold
- Berhane Asfaw
- Alain Aspect
- Bruce Beutler
- Michael J. Bevan
- Michael R. Botchan
- Steven G. Boxer
- Edward A. Boyle
- Stephen L. Buchwald
- James C. Carrington
- Emily A. Carter
- Anny Cazenave
- Philip Cohen
- Richard M. Cowling
- George W. Crabtree (1944–2023)
- Maureen L. Cropper
- E. Anne Cutler
- Seth A. Darst
- Edward F. DeLong
- Caroline Dean
- Kenneth A. Dill
- Margaret T. Fuller
- Wilson S. Geisler
- B. Rosemary Grant
- Michael E. Greenberg
- Michael Grunstein (1946–2024)
- Jane I. Guyer (1943–2024)
- Peter Haggett
- Lars E. Hernquist
- David M. Hillis
- Helmut Hofer
- Jules A. Hoffmann
- Evelyn L. Hu
- Yoseph Imry (1939–2018)
- Eric N. Jacobsen
- Nancy A. Jenkins
- Peter Wilcox Jones
- Marc A. Kastner
- Thomas C. Kaufman
- Steve A. Kay
- Ronald C. Kessler
- Conrad P. Kottak
- John Lawton
- F. Thomson Leighton
- Ronald Levy
- Thomas M. Liggett
- Andrei Linde
- Jennifer Lippincott-Schwartz
- Gail Mandel
- David J. Mangelsdorf
- Barry J. Marshall
- Eric S. Maskin
- Claire E. Max
- David A. B. Miller
- H. Keith Moffatt
- J. Anthony Movshon
- William W. Murdoch
- Michael B. A. Oldstone
- Paul E. Olsen
- Robert B. Palmer
- Stuart S. P. Parkin
- Edward C. Prescott (1940–2022)
- Carol L. Prives
- Lisa Randall
- Anjana Rao
- Jasper Rine
- Luis F. Rodriguez
- Janet Rossant
- Gary Ruvkun
- Jose A. Scheinkman
- Brian P. Schmidt
- Johanna Schmitt
- Nathan Seiberg
- Gregg L. Semenza
- Theda Skocpol
- George Smoot
- Gary Struhl
- Timothy M. Swager
- Terence C. Tao
- Elizabeth A. Thompson
- James Thomson
- Jack L. Wisdom
- Peter E. Wright
- Martin F. Yanofsky
- Peter Zoller